# USS LST-603
O USS LST-603 foi um navio de guerra norte-americano da classe LST que operou durante a Segunda Guerra Mundial.